# Ԛ
Ԛ (minuskule ԛ) je v současné době již nepoužívané písmeno cyrilice. Bylo používáno pro zápis kurdštiny, abcházštiny a asyrské neoramejštiny. Jeho tvar se v minuskulní i majuskulní variantě shoduje s tvarem písmena Q v latince. Písmeno zachycovalo stejnou hlásku jako písmeno Ҡ v baškirštině, písmeno Ӄ v chantyjštině a čukotštině, písmeno Қ v turkických jazycích a písmeno Ԟ v aleutštině.

## Ԛ v abcházštině
Písmeno Ԛ bylo zavedeno Peterem von Uslar a zůstalo i ve změněné azbuce zavedené komisí pro překlady. Po zavedení zápisu abcházštiny latinkou v latinské abecedě N. J. Marra písmenu Ԛ odpovídalo písmeno k̇. V abecedě N. F. Jakovleva písmenu Ԛ odpovídalo písmeno q. V době, kdy byla abcházština zapisována gruzínským písmem, písmenu Ԛ odpovídalo písmeno ყ. Od znovuzavedení zápisu abcházštiny cyrilicí je místo písmena Ԛ používáno písmeno Ҟ.
Písmeno bylo také součástí spřežky Ԛј, než byla komisí pro překlady nahrazena písmenem Ԛ̆.

## Ԛ v kurdštině
V kurdské cyrilici bylo písmeno Ԛ používáno pro zápis hlásky q. V latinské abecedě dialektu kurmándží písmenu Ԛ odpovídá písmeno Q, v arabské abecedě dialektu sorání písmenu Ԛ odpovídá písmeno ق.

## Ԛ v asyrské neoaramejštině
V cyrilici asyrské neoaramejštiny bylo písmeno Ԛ používáno pro zápis hlásky q.